# Stain Davie
Stain Davie (ur. 23 września 1997 w Euthini) – piłkarz malawijski grający na pozycji napastnika. Od 2020 jest zawodnikiem klubu Silver Strikers.

## Kariera klubowa
Swoją karierę piłkarską Davie rozpoczął w klubie Thomas Nyirenda Stars, w którym w sezonie 2018 zadebiutował w pierwszej lidze malawijskiej. W 2019 roku najpierw grał w mozambickim ENH de Vilankulo, a następnie w połowie roku wrócił do Thomas Nyirenda Stars. W 2020 trafił do Silver Strikers. W sezonie 2020/2021 wywalczył z nim wicemistrzostwo Malawi.

## Kariera reprezentacyjna
W 2022 roku Davie został powołany do reprezentacji Malawi na Puchar Narodów Afryki 2021. 25 stycznia 2022 zadebiutował w reprezentacji w przegranym 1:2 meczu 1/8 finału tego turnieju z Marokiem, rozegranym w Jaunde.